# この道を/会いに行く/坂道を上って/小さな風景
「この道を / 会いに行く / 坂道を上って / 小さな風景」（このみちを あいにいく さかみちをのぼって ちいさなふうけい）は、小田和正の通算30枚目のシングル。2018年5月2日にソニー・ミュージックレーベルズ（Little Tokyo / Ariola Japanレーベル）より発売。

## 解説
2013年4月発売の「その日が来るまで/やさしい風が吹いたら」以来5年1か月ぶりとなる本作は、自身にとって初のクワトロA面（4曲入り）シングル。本作はCD形態でリリースされた最後のシングルで、以降は配信でのリリースとなっている。

### この道を
「この道を」は、TBSテレビ系日曜劇場『ブラックペアン』主題歌。小田が日曜劇場の主題歌を手掛けるのは「グッバイ」以来約7年6か月ぶりとなる。第97回ザテレビジョンドラマアカデミー賞ドラマソング賞受賞曲。
小田は依頼を受けた段階で「音楽的にはこういう風にしようと決めていたが、制作されているみなさんの番組に対する強い想いを伝えられていたので、曲が出来た時点でこれにどんな言葉を載せるべきかと随分迷った。でも、いただいた資料を何度も読み返すうちに、番組に携わる人たちが主題曲に求めているものと自分が歌いたいことはきっと同じ線上にあると確信して楽曲が出来た。ドラマが書かせてくれた曲」とコメントしている。また、TBSプロデューサーの伊與田英徳は「小田さんに書き下ろしていただけるなんて、夢のようです。そして、作っていただいた曲に聞き惚れています。”ブラックペアン”の根底に流れる本質が染み渡ってきます。ドラマの中で、渡海や世良、高階、佐伯といった面々と競演している映像を早く見たいです。小田さん、素敵な曲をありがとうございます」と述べている。

### 会いに行く
「会いに行く」は、フジテレビ系『めざましテレビ』の2018年度テーマソング。1994年4月1日の番組放送開始から25周年を記念して書き下ろされたもので、小田がめざましテレビのテーマソングを手がけるのは2008年度の「今日も どこかで」以来10年ぶりとなる。
小田は楽曲が完成した際のコメントで「再び『めざまし』の曲を書かせていただきました。あれからもう10年になるのですね。(出演者の）三宅や軽部を初め、スタッフみんながきっと期待して待ってるから、喜んでくれる歌を書かなきゃと勝手にプレッシャーを感じたりしていました。そして様々な企画で全国の視聴者と繋がるんだという番組制作者たちの想いと、ツアーで全国の待っている人たちのところへ行くんだという僕の想いを重ねて、「会いに行く」という曲を書きました。『めざまし』を観てくれるみんなが、さわやかな朝を迎えてくれたらうれしいです」と述べている。
また、2020年12月から日本航空とコカ・コーラとのコラボレーションWEB CM『JAL×コカ・コーラ2020 エアポート編』および『JAL×コカ・コーラ2021 花火編』、『JAL×コカ・コーラ2022 もう一度、世界へ編』のCMソングにも使用された。2022年6月からは「明治安田生命 みんなの健活プロジェクト・地球の元気プロジェクト」CMソングに使用された。

### 坂道を上って
「坂道を上って」は、東宝系映画『坂道のアポロン』主題歌。
『坂道のアポロン』の監督を務めた三木孝浩は、主題歌を決めるにあたり、幅広くどの世代にも伝わるようなアーティストを考えたときに、真っ先に挙がったのが小田だったという。「青春時代に対する優しい目線というか、そういう空気感がこの映画にもプラスされたら、相当良い主題歌になるだろうと思った」と語り、もともとオフコース好きだった母親の影響で三木自身も小田の大ファンだという。「特に『good times & bad times』という曲が好きで、僕が小学生だった頃インスタントコーヒーのCMで流れていて、聞いた瞬間にぐっときてうるっとしちゃうぐらい素敵な曲だった。小田さんの声の響きって、それこそ小学生のときに聞いても、いま40歳を過ぎて聞いてもぐっとくるけど、それってすごいなと思った」とした上で、世代を超えて聴く者を魅了する小田の歌声と楽曲を絶賛。原作者の小玉ユキも、「作品の舞台となる1960年代に青春時代を送った人が作る音楽」という意味でオフコースがぴったりであることから、『坂道のアポロン』の世界観を作るために、連載中に彼らの楽曲をよく聴いていた」と述べている。小田への思いに加え小玉のエピソードを聞いた三木は、ダメもとで小田に主題歌を依頼することを決意、結果見事映画のために書き下ろしの新曲を提供されることとなった。完成した楽曲を聴いた三木は、「歌の出だしでもう泣いていたぐらいの感動だった」と興奮気味にコメント。「薫や千太郎や律子たちのことを歌ってくれているんだというのが、歌詞の冒頭一行で伝わってぐっときた。映画に優しく寄り添ってくれていて、でも青春賛歌・人生賛歌な曲としても歌ってくれている。まさにこの映画で観客の皆さんに感じてほしいことを、最後に小田さんが主題歌として歌ってくれていることで、読後感に花を添えるというか、気分をより高めてくれる感じで、すごく嬉しかった」とコメントした。
小田は主題歌を作る際、「テンポ感も含めてポジティブな曲を作りたい」として、「バラードでしっとり終わる主題歌も映画的だけど、この映画は若者たちの物語だから、明るく終わりたい」と楽曲の方向性を提示したとコメント。それを受けて三木は「その感覚も嬉しかった」と述べている。

### 小さな風景
「小さな風景」は、テレビ朝日系木曜ミステリー『遺留捜査』の第4シリーズおよび、第5シリーズ、第7シリーズ主題歌。小田が遺留捜査シリーズの主題歌を手がけるのは前作の「やさしい風が吹いたら」に続いてである。なお、第5シリーズでは「やさしい風が吹いたら」、第7シリーズでは『やさしい風が吹いたら』、『風を待って』と併用された。
楽曲制作にあたり小田は「いなくなってしまった人との思い出を懐かしくたどるだけでなく、自分の知らないその人もきっとどこかにいたのだろうと想う気持ちに触れたかった。それが「君の心の中の　小さな風景」になった。小さな風景は幾つもあるんだと思う。この曲は出来るだけ言葉数を少なくと初めから考えていて、短く印象的な歌にしたかった」とコメント。番組のゼネラルプロデューサーの三輪祐見子は「2011年にスタートした『遺留捜査』は、事件の真相を追いつつも、一貫して、現場に残された遺留品に宿った想いを残された人に伝え、心を救うという感動のエンディングを描いてきました。そのエンディングに、今や欠かせないものは小田さんの主題歌で、前回の『やさしい風が吹いたら』も、とても優しくドラマのラストを包み込んでくださいました。（舞台となった）京都を拠点に新たに生まれ変わる2017年の『遺留捜査』に、新たな優しい空気を吹き込んでいただきたく、無謀にも新曲をお願いしてしまった次第です。なんと快く引き受けてくださり、本当に感謝しております。今回の『小さな風景』は、見過ごしがちな日常をテーマに、静かで温かな曲になっていて、いつもの小田さんの優しい歌声で作品をまた新たな世界へと連れて行ってくれます。小田さんの『小さな風景』を是非、ドラマとともに楽しみにしていただけたらと思います」と述べており、さらに主演の上川隆也からは「これまで主人公・糸村は、遺留品に拘り、人の想いを繋げてきました。今回もそれは、決して変わりません。そして、これまでの『遺留捜査』は主題歌に恵まれ過ぎていました。今回、それも変わりませんでした。小田さんの優しい歌声が物語とシンクロして、登場人物の心情に重なる瞬間が、またやって来ます」と述べている。2017年11月23日放送のNHK-FM「今日は一日"小田和正"三昧」にて、フルコーラスでオンエアされた。

## 収録曲
| 全作詞・作曲・編曲: 小田和正。 | |          |            |      |
| #                              | タイトル | 作詞     | 作曲・編曲 | 時間 |
| 1.                             | 「この道を」(TBSテレビ系日曜劇場『ブラックペアン』主題歌)                                                                               | 小田和正 | 小田和正   | 3:24 |
| 2.                             | 「会いに行く」(フジテレビ系列『めざましテレビ』テーマソング、「明治安田生命 みんなの健活プロジェクト・地球の元気プロジェクト」CMソング) | 小田和正 | 小田和正   | 4:02 |
| 3.                             | 「坂道を上って」(映画『坂道のアポロン』主題歌)                                                                                          | 小田和正 | 小田和正   | 3:53 |
| 4.                             | 「小さな風景」(テレビ朝日系連続ドラマ『遺留捜査』主題歌)                                                                                | 小田和正 | 小田和正   | 3:45 |

## レコーディング・メンバー

### この道を
- MANSAKU KIMURA - cymbals
- CHIEKO KINBARA GROUP - STRINGS
- TAKAKO MATSU - B.G.V
- JUJU - B.G.V
- KENICHI MITSUDA - B.G.V
- HIDEKI MOCHIZUKI - SYNTHESIZER PROGRAMING

### 会いに行く
- MANSAKU KIMURA - DRUMS
- NATHAN EAST - BASS
- YOSHIYUKI SAHASHI - E.GUITAR & A.GUITAR
- CHIEKO KINBARA GROUP - STRINGS
- TAKAKO MATSU - B.G.V
- JUJU - B.G.V
- KENICHI MITSUDA - B.G.V
- HIDEKI MOCHIZUKI - SYNTHESIZER PROGRAMING

### 坂道を上って
- MANSAKU KIMURA - DRUMS
- NATHAN EAST - BASS
- YOSHIYUKI SAHASHI - E.GUITAR
- CHIEKO KINBARA GROUP - STRINGS
- KENICHI MITSUDA - B.G.V
- HIDEKI MOCHIZUKI - SYNTHESIZER PROGRAMING

### 小さな風景
- MANSAKU KIMURA - DRUMS
- NATHAN EAST - BASS
- YOSHIYUKI SAHASHI - E.GUITAR
- CHIEKO KINBARA GROUP - STRINGS
- TAKAKO MATSU - B.G.V
- HIDEKI MOCHIZUKI - SYNTHESIZER PROGRAMING